# Lucélia Santosová
Maria Lucélia dos Santosová (* 20. května 1957 Santo André) je brazilská herečka, režisérka a producentka. 
Pochází z dělnické rodiny a má dva sourozence. Jako herečka debutovala ve čtrnácti letech ve hře Dom Chicote Mula Manca e seu fiel companheiro Zé Chupança, vystupovala také v brazilské verzi muzikálu Godspell. Zpočátku pracovala jako recepční na odtučňovací klinice, profesionální herečkou se stala po natočení svého prvního filmu Paranóia v roce 1976. Úspěch jí přinesla titulní role v historické telenovele stanice TV Globo Otrokyně Isaura, natočené podle románu Bernarda Guimarãese. Ta se vysílala ve více než osmdesáti zemích a jako vůbec první telenovela na obrazovkách získala velkou popularitu v Číně, Maďarsku a Sovětském svazu. Prezident Fernando Henrique Cardoso ji proto zařadil do své delegace při státní návštěvě Číny. 
V roce 1980 Santosová pózovala pro časopis Playboy. Za herecký výkon ve filmu Engraçadinha podle předlohy Nelsona Rodriguese získala cenu Candango na festivalu v Brasílii. Pak hrála hlavní roli v životopisném filmu o tanečnici a striptérce Luz del Fuego, která jí vynesla trofej pro nejlepší herečku na festivalu v Gramadu v roce 1982. Ztvárnila trojroli ve filmu Marca Altberga Fonte da Saudade, uvedeném v české distribuci pod názvem Hluboká iluze. Ruy Guerra ji v roce 1989 obsadil do role Lídie ve filmu Kuarup, zabývajícím se konfrontací evropské civilizace s amazonskými domorodci. Hrála také Susan v seriálu Donas de Casa Desesperadas, který natočila brazilská RedeTV! podle americké série Zoufalé manželky. Vystupuje na divadle v monodramatu o životě Terezie od Ježíše. V roce 2001 režírovala dokumentární film o násilnostech ve Východním Timoru nazvaný Timor Lorosae - O Massacre Que o Mundo não Viu.
Hlásí se k politické levici. V osmdesátých letech se angažovala v hnutí Diretas Já, které požadovalo vypsání přímých prezidentských voleb. Později podpořila volební kampaň Luly da Silvy. V životopisném filmu, který o Lulovi natočil v roce 2009 Fábio Barreto, hrála Santosová roli učitelky. Zapojila se také do protestů proti kácení deštných pralesů. V roce 2022 neúspěšně kandidovala do parlamentu za Brazilskou socialistickou stranu. Je věřící buddhistkou.
Jejím manželem byl v letech 1975 až 1987 dirigent John Neschling, s nímž má syna Pedra.

## Filmografie
- 1976: Paranóia
- 1976: Já Não Se Faz Amor Como Antigamente
- 1981: Engraçadinha
- 1981: Bonitinha Mas Ordinária ou Otto Lara Rezende
- 1982: Luz del Fuego
- 1982: Sonho Não Acabou
- 1983: Alice & Alice
- 1985: Hluboká iluze
- 1986: Baixo Gávea
- 1987: As Sete Vampiras
- 1989: Kuarup
- 1993: Vagas Para Moças de Fino Trato
- 2001:  Três Histórias da Bahia
- 2009: Lula, o Filho do Brasil
- 2020: Mulher Oceano
- 2023: La erección de Toribio Bardelli